# Quercus phillyreoides
Quercus phillyreoides — вид рослин з родини букових (Fagaceae), поширений у східній і південно-східній Азії.

## Опис
Це вічнозелений кущ або дерево до 10 метрів заввишки. Кора сіра, неглибоко тріщинувата. Листки шкірясті, товсті, 30–60 × 15–25 мм; основа майже серцеподібна; верхівка загострена; край трохи зубчастий на верхівковій половині; верх темно-зелений, випуклий; низ блідіший, блискучий; гладкі й голі з обох боків; ніжка волохата, 3–5 мм. Період цвітіння: березень — квітень. Жіночі суцвіття менше 1–4 см. Жолуді завдовжки 12–22 мм, у діаметрі 13–14 мм; чашечка ушир 10 мм, з короткими, блідими, притиснутими лусочками, охоплює від 1/3 до 1/2 горіха; дозрівають першого року.

## Середовище проживання
Поширений у Північній і Південній Кореях, Японії, південно-східному й південно-центральному Китаї; росте в змішаних мезофітних лісах на висотах від 300 до 1200 метрів.

## Використання
Вид використовують як придорожнє дерево чи живопліт, оскільки воно має мало опалого листя, вічнозелене, стійке до хвороб та витримує зрізання. Q. phillyreoides відомий як сировина для високоякісного деревного вугілля.

## Галерея

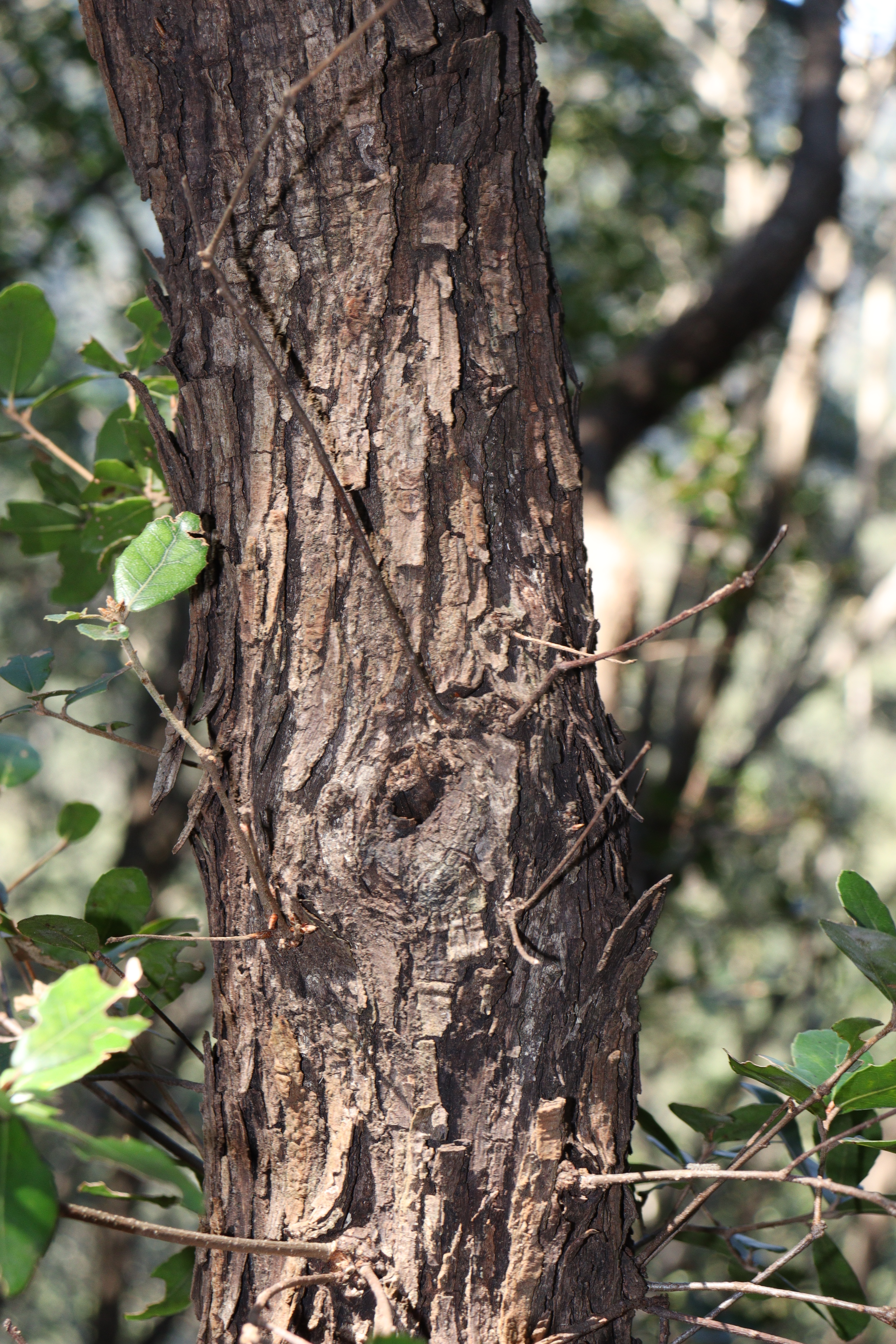
стовбур
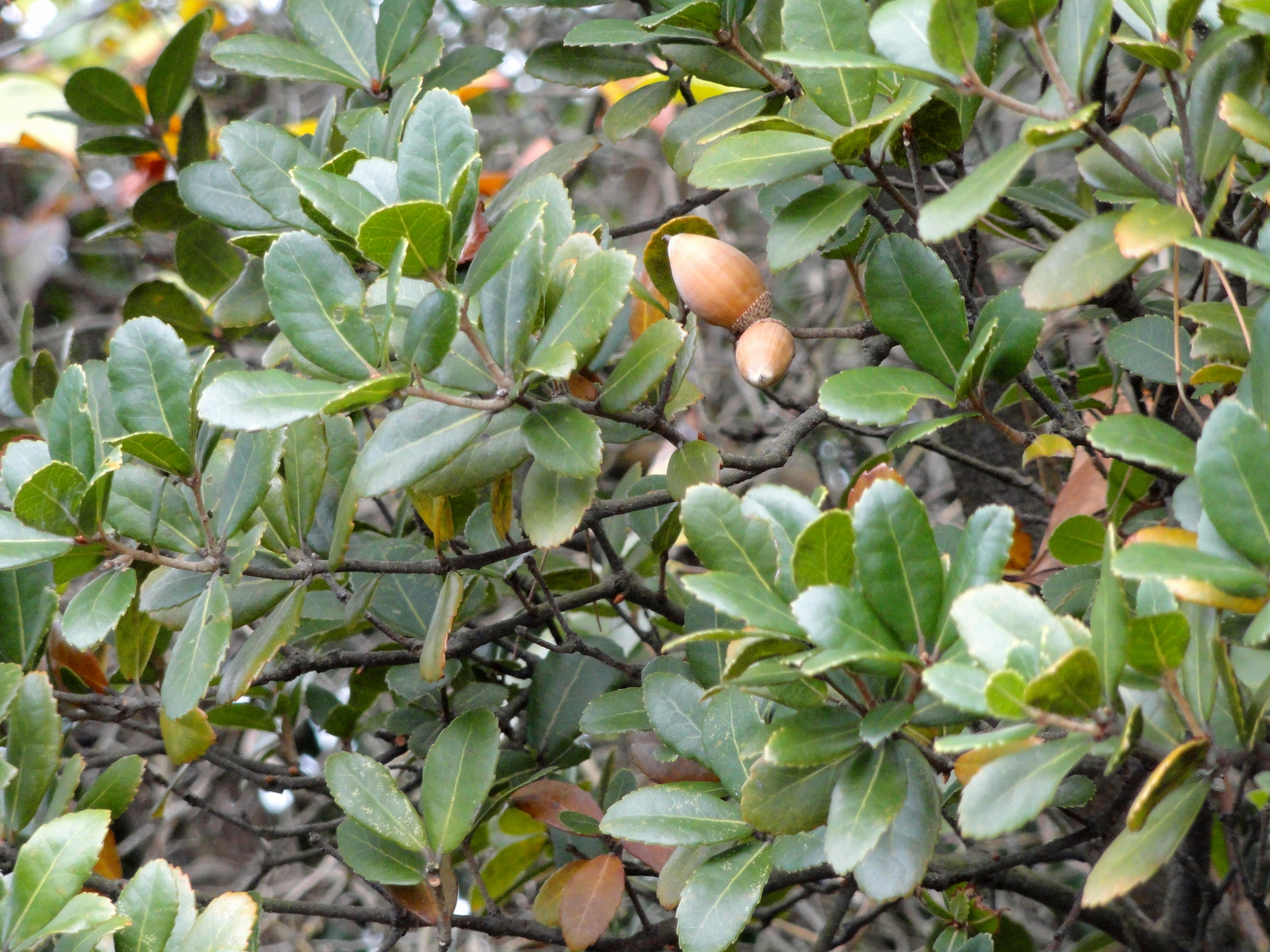
гілля
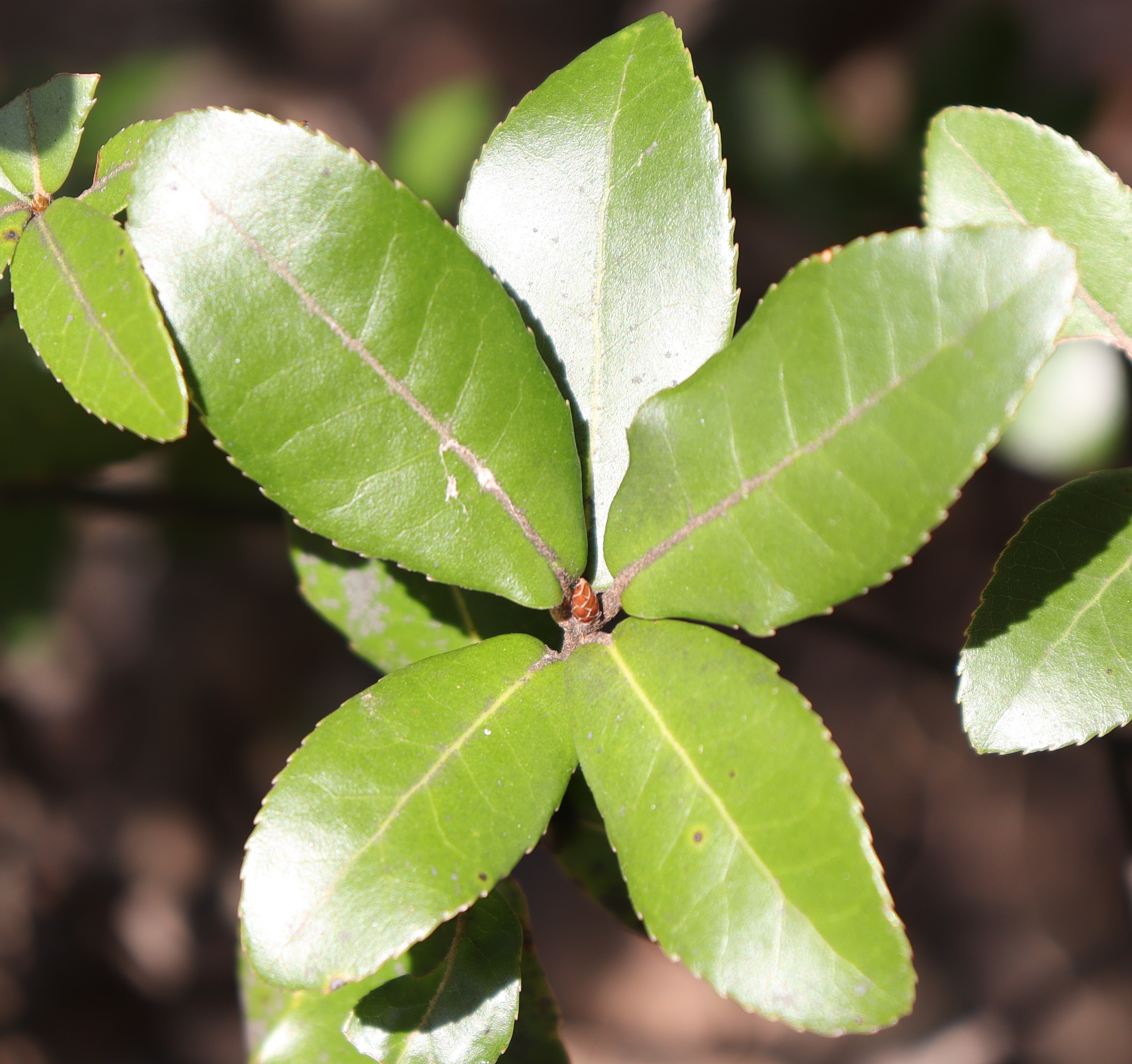
листя
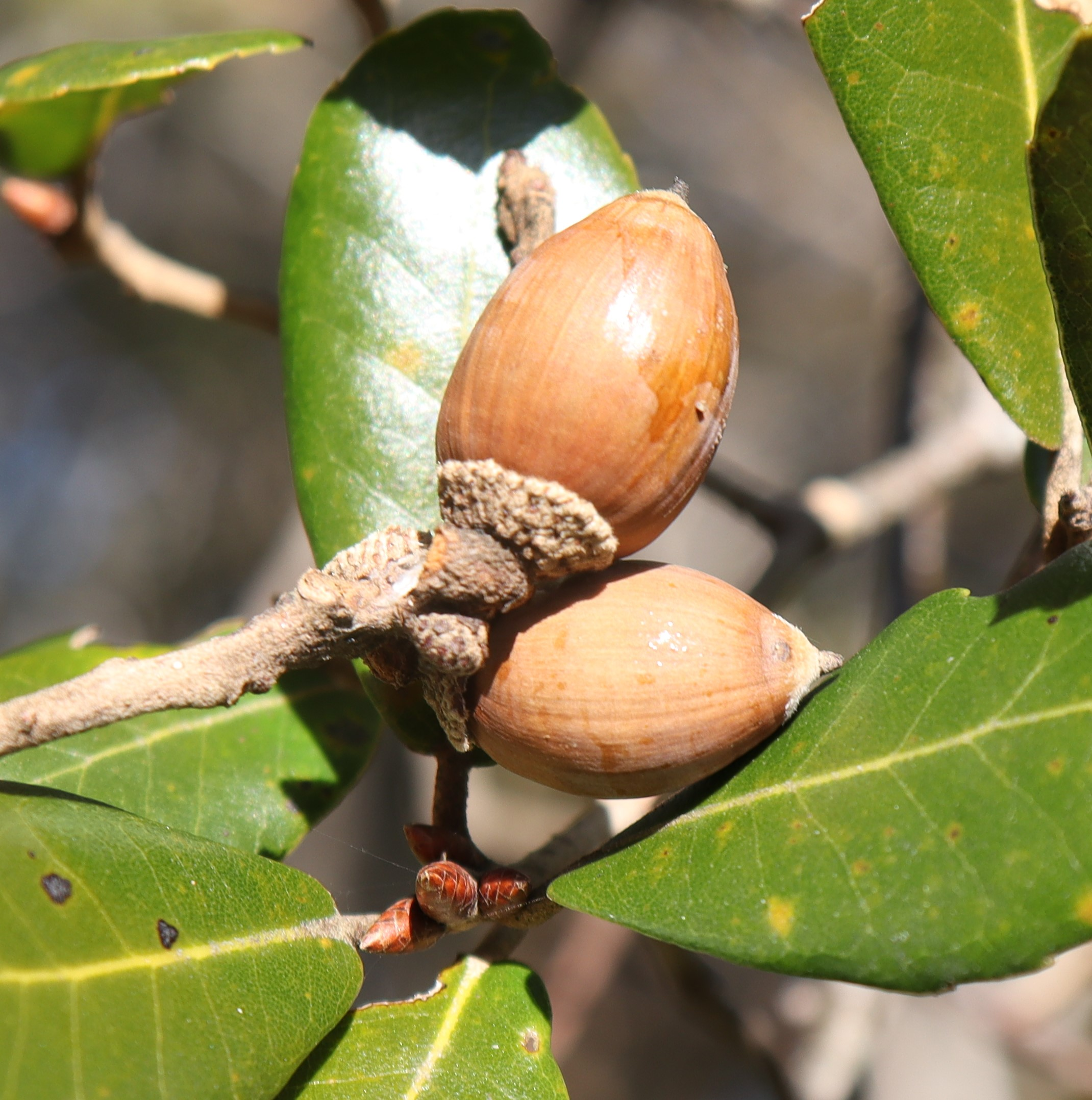
плоди
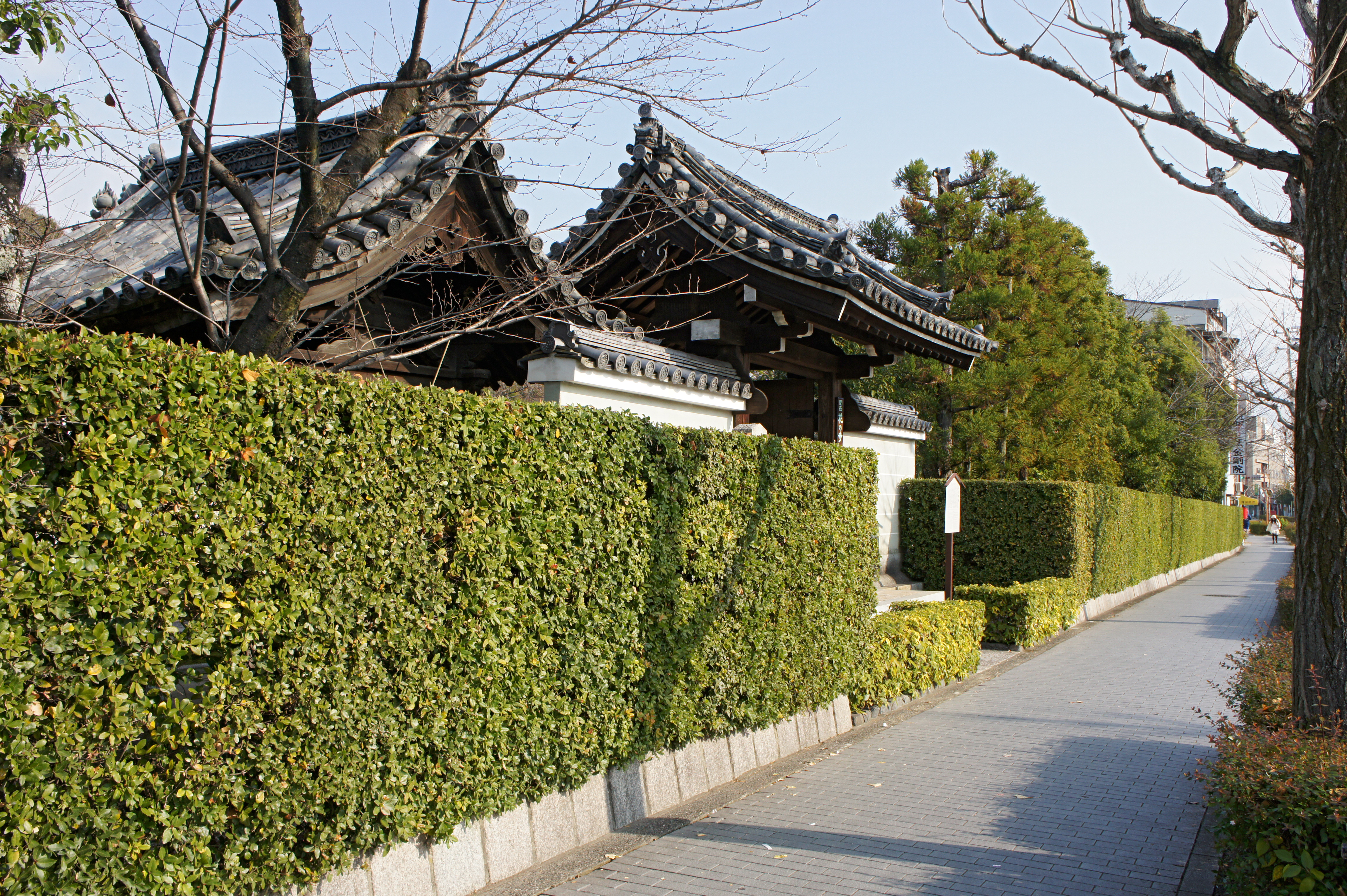
живопліт